# Francis Davis Millet
Francis Davis Millet (Mattapoisett, 3 de novembro de 1848 – Oceano Atlântico, 15 de abril de 1912) foi um  pintor, escultor e escritor norte-americano, que morreu no naufrágio do RMS Titanic em 15 de abril de 1912.

## Morte
Em 10 de abril de 1912, Millet embarcou no RMS Titanic em Cherbourg-Octeville, na França, com destino a Nova Iorque. Foi visto pela última vez ajudando mulheres e crianças a entrar nos botes salva-vidas. Seu corpo foi recuperado após o naufrágio pelo navio Mackay-Bennett e foi enviado para East Bridgewater, onde foi sepultado no Central Cemetery.

## Literatura
- Beckwith; Baxter; Maynard; Blashfield, Edwin; Coffin (1912), Art and Progress, iii, Washington.
- Sharpey-Schafer, Joyce Anne, Soldier of Fortune: FD Millet, printed privately.

## Galeria

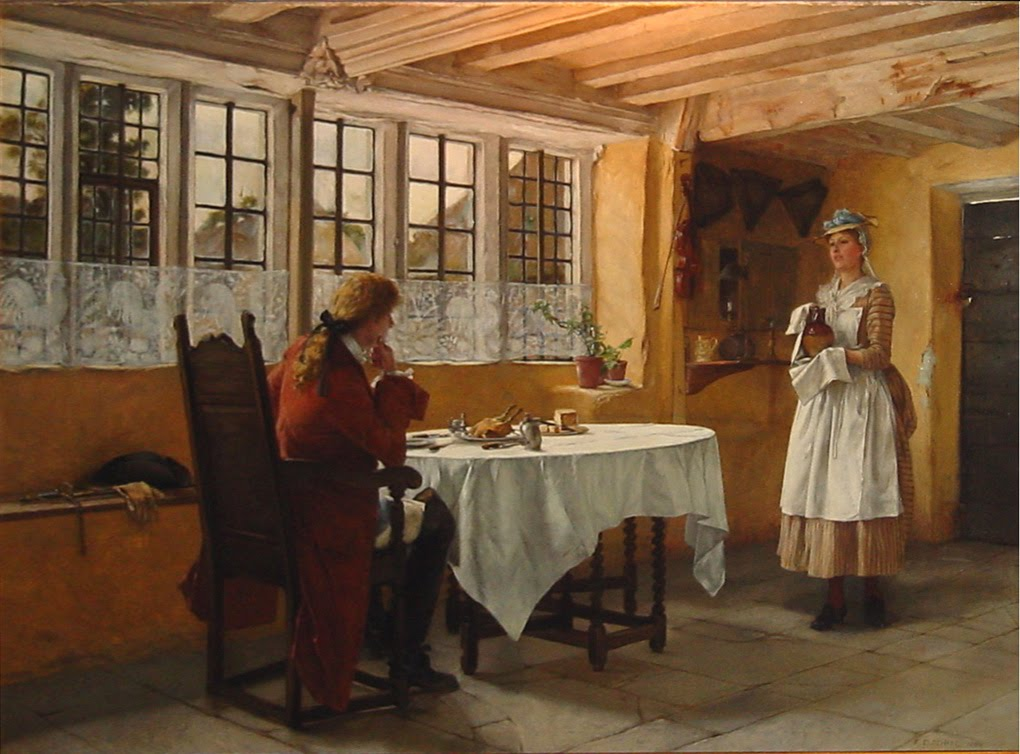
At the Inn, 1884
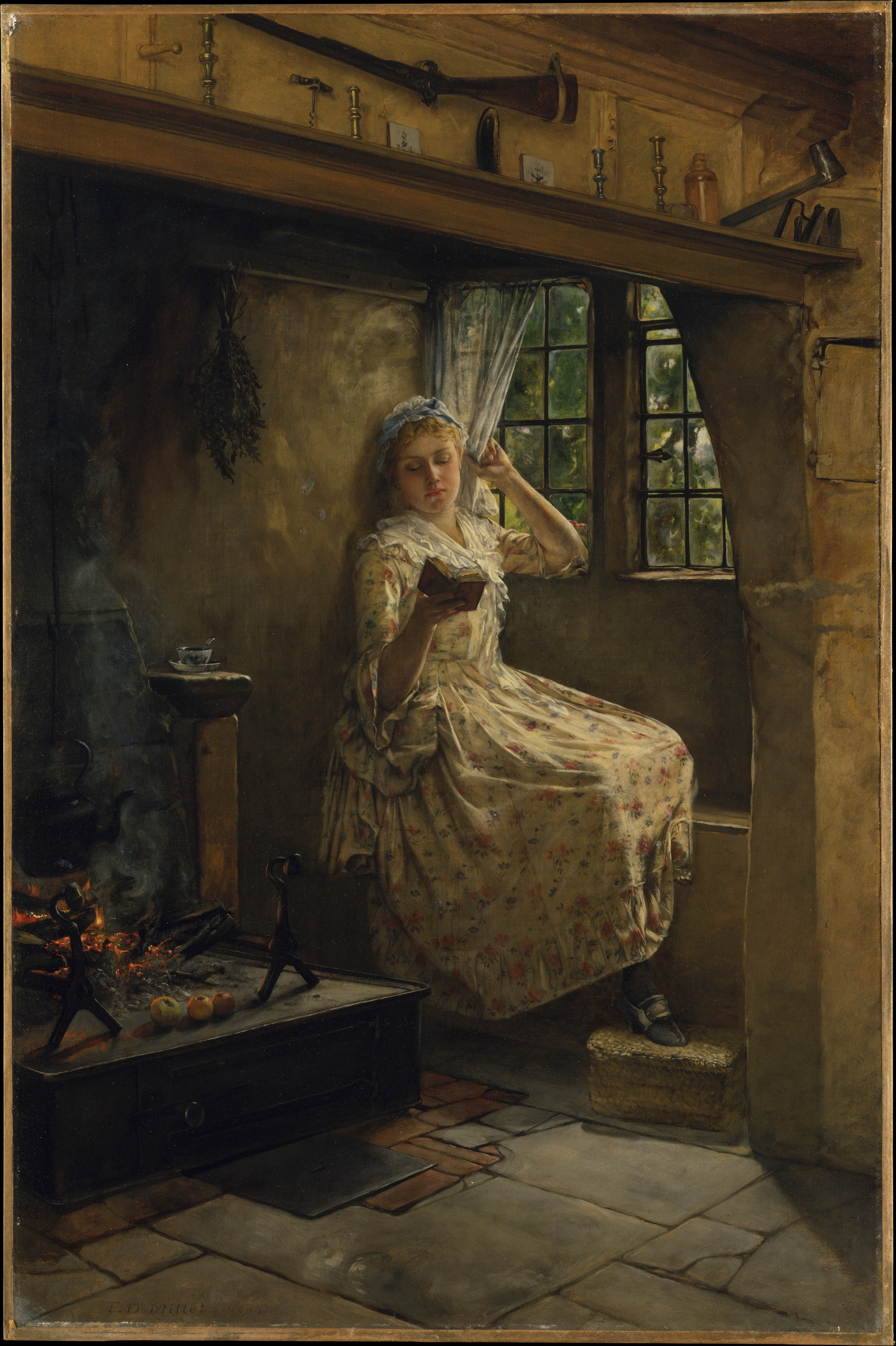
A Cosey Corner, 1884, Metropolitan Museum of Art
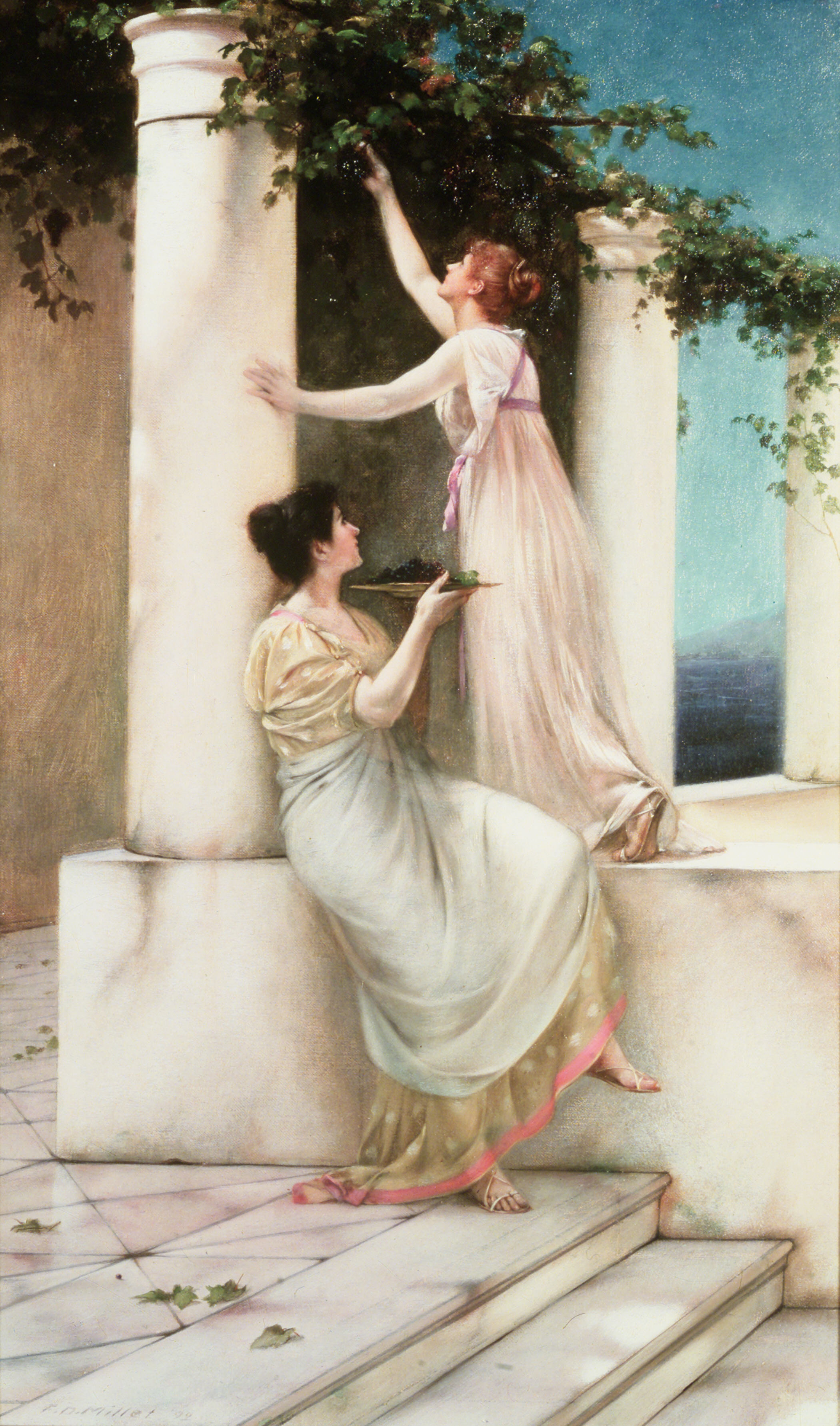
An Autumn Idyll, 1892, The Brooklyn Museum
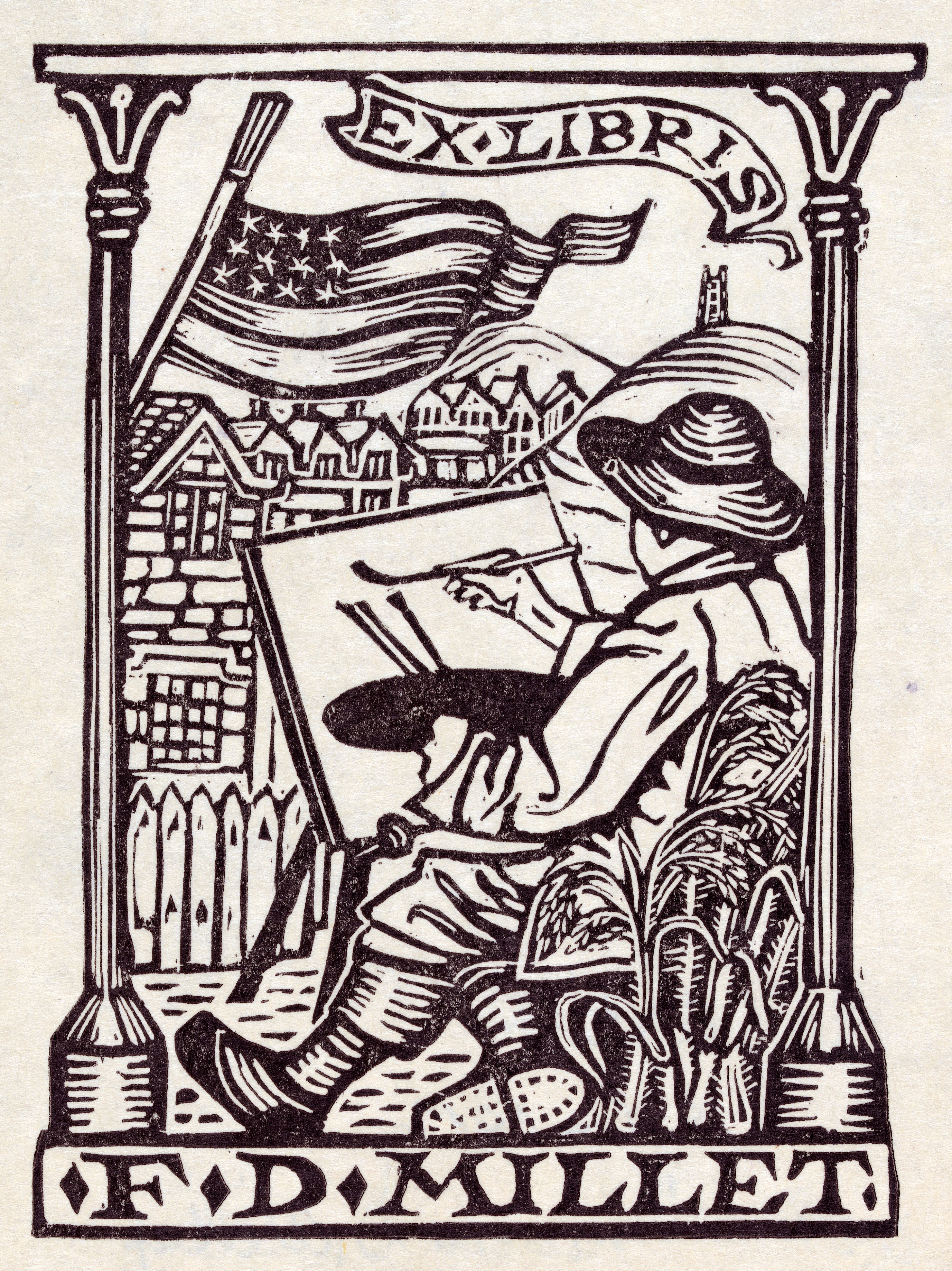
Bookplate of Francis Davis Millet

## Leitura complementar
- Brown, Glenn, ed. (1912). The American Federation of Arts: Francis Davis Millet Memorial Meeting. Washington: Gibson Bros. p. 62. Consultado em 13 de julho de 2009
- Mechlin, Leila (Dezembro de 1909). «A Decorator of Public Buildings: The Work of Francis D. Millet». The World's Work: A History of Our Time. XIX: 12378–86. Consultado em 10 de julho de 2009